# Jan Nepomucen Fijałek
Jan Nepomucen Fijałek (ur. 8 maja 1864 w Pogwizdowie, zm. 19 października 1936 w Krakowie) – polski historyk Kościoła katolickiego, ksiądz, profesor i dziekan Wydziału Teologicznego Uniwersytetu Jagiellońskiego, profesor i rektor Uniwersytetu Lwowskiego, znawca dziejów chrześcijaństwa.

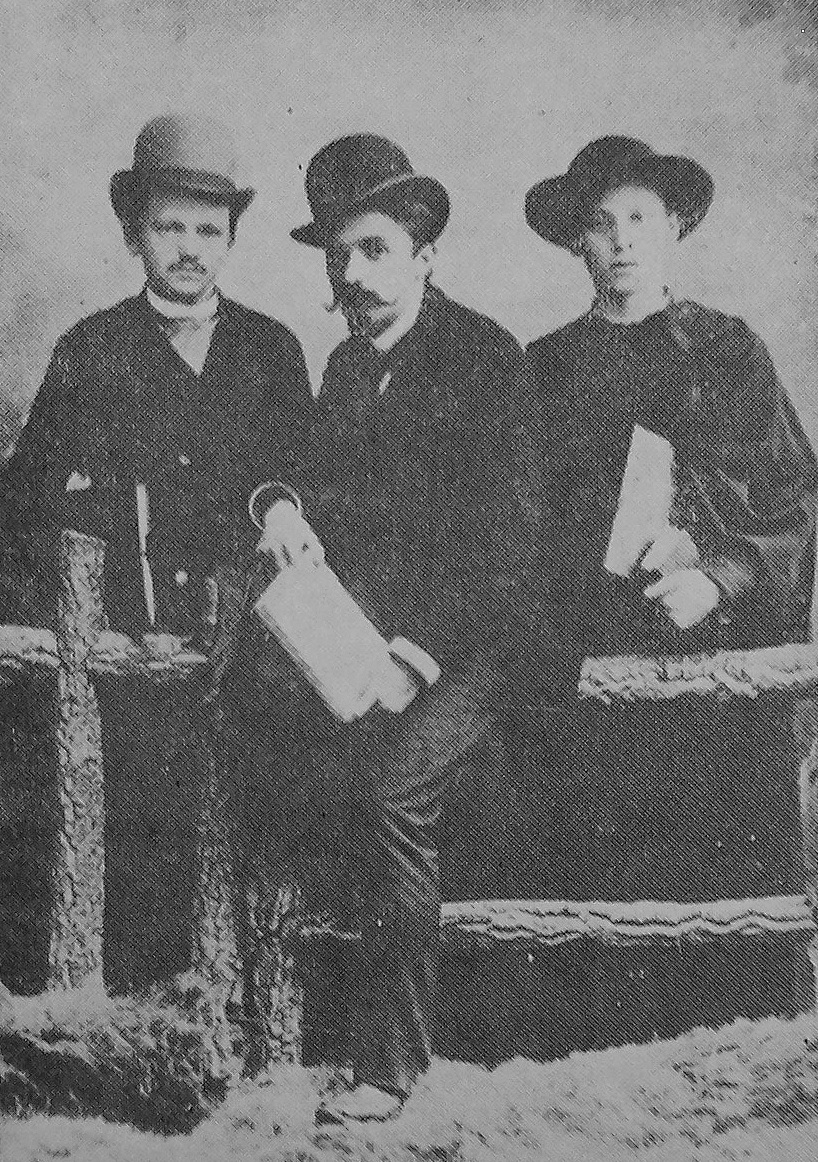
Od lewej: Witold Rubczyński, Stanisław Windakiewicz, ks. Jan Nepomucen Fijałek (Rzym, 1888)

## Życiorys
Był synem organisty Jana i Marii z Grotowskich. Uczęszczał do szkoły powszechnej w Bochni, następnie do krakowskiego gimnazjum Św. Anny (ukończył w 1883). W tym samym roku rozpoczął studia w seminarium duchownym w Tarnowie, rok później przeniósł się do seminarium krakowskiego. W 1887 przyjął święcenia kapłańskie. Uzupełniał wykształcenie w kierunku prawa i historii w Akademii Paleograficznej w Rzymie, Papieskim Uniwersytecie Gregoriańskim i Papieskim Liceum Św. Apolinarego (1887–1889), a w latach 1889–1891 na Uniwersytecie Jagiellońskim; wyjazd do Rzymu zawdzięczał biskupowi Albinowi Dunajewskiemu. W Liceum Św. Apolinarego obronił doktorat z prawa kanonicznego (1889), a na UJ z teologii (1891, praca De gestis statutusque synodalibus episcoporum Wladislaviensum medii aevi observationes criticae). Wśród jego wykładowców byli m.in. Władysław Chotkowski i Stanisław Smolka. W Rzymie pełnił obowiązki paleografa-archiwisty Stolicy Świętej, a w Krakowie – zarówno przed wyjazdem, jak i po powrocie z Rzymu – wykonywał obowiązki duszpasterskie, m.in. w kościele św. Salwatora i Kościele Mariackim oraz w parafii w Gruszowie koło Gdowa; od 1889 uczył historii w gimnazjach krakowskich.
W 1893 przedstawił na UJ pracę habilitacyjną Życie i obyczaje kleru w Polsce średniowiecznej i został docentem w Katedrze Historii Kościoła. W 1896 przeniósł się na Uniwersytet Lwowski, gdzie jako profesor nadzwyczajny objął kierownictwo Katedry Historii Kościelnej; w 1899 promowany na profesora zwyczajnego, pełnił również kilka funkcji kierowniczych – dziekana Wydziału Teologicznego (1901/1902), rektora (1903/1904), prorektora (1904/1905). Ponownie zatrudniony na UJ w 1912, został kierownikiem Katedry Historii Kościoła, a w 1919 kierownikiem Katedry Historii Kościoła w Polsce. W roku akademickim 1914/1915 był dziekanem Wydziału Teologicznego. Od 1926 zasiadał w kapitule katedralnej krakowskiej.
W 1903 wybrany na członka korespondenta AU (późniejsza PAU), w 1919 na członka czynnego PAU; od 1927 był dyrektorem Wydziału II PAU. Przewodniczył również Komisji Historycznej PAU (1920–1933), był dyrektorem zbiorów i wydawnictw tej komisji, przewodniczącym Komitetu Słownika Łaciny Średniowiecznej w Polsce PAU (od 1922), przewodniczącym Komitetu Ekspedycji Rzymskiej PAU (od 1932). Wśród innych towarzystw naukowych, do których należał, były m.in. Towarzystwo im. Benedykta XV (od 1918), Towarzystwo Naukowe we Lwowie (1920), Polskie Towarzystwo Teologiczne (od 1928 członek honorowy), Towarzystwo Przyjaciół Nauk w Wilnie (od 1932 członek honorowy), Poznańskie Towarzystwo Przyjaciół Nauk (od 1936 członek honorowy). Uniwersytet Stefana Batorego w Wilnie nadał mu w 1932 doktorat honoris causa. 
Był także zasłużonym archiwistą: od 1917 porządkował Archiwum Paulinów na Jasnej Górze w Częstochowie, w 1926 objął funkcję archiwisty krakowskiej Kapituły Metropolitarnej.
Był uważany (m.in. przez Stanisława Kutrzebę) za jednego z najwybitniejszych historyków Kościoła. Opracował m.in. dzieło poświęcone życiu i działalności wybitnego XV-wiecznego pisarza kościelnego Jakuba z Paradyża (Mistrz Jakób z Paradyża i Uniwersytet Krakowski w okresie soboru bazylejskiego, 1900, 2 tomy). W czasie poszukiwań archiwalnych odnalazł szereg nieznanych dokumentów, m.in. z czasów Kazimierza Wielkiego; na ich podstawie stwierdził, że król Kazimierz planował stworzenie w Polsce ośrodka uniwersyteckiego wiele lat przed 1364. Przygotował do wydania Studia do dziejów Uniwersytetu Krakowskiego i jego Wydziału Teologicznego w XV wieku (1898), Statuty kapituły katedralnej włocławskiej (1915), statuty biskupów krakowskich Nankera (1915) i Mikołaja Trąby (1915, z Adamem Vetulanim), Kodeks dyplomatyczny katedry i kościołów diecezji wileńskiej (1932–1939, z Władysławem Semkowiczem), Kodeks dyplomatyczny klasztoru Jasnogórskiego (1939, z Kazimierzem Kaczmarczykiem).
Miał opinię człowieka bezkompromisowo poświęconego nauce; język jego prac i wykładów – suchy, formalny – był trudny do odbioru dla studentów, a sam Fijałek uchodził za człowieka apodyktycznego i zamkniętego w sobie. Wśród jego studentów byli m.in. Adam Vetulani i Tadeusz Glemma. Prof. Fijałek prowadził polemiki m.in. z Władysławem Konopczyńskim i Michałem Godlewskim, a także korespondował z Wojciechem Kętrzyńskim. Redagował czasopisma „Polonia Sacra” (1918–1921), „Archiwum Komisji Historycznej PAU”.
Miał siostrę Antoninę, po mężu Mozołowska. Po tym jak owdowiała w 1904, Jan Nepomucen Fijałek wspierał ją podczas wychowania osieroconych dzieci (w tym Stefana i Włodzimierza).
Zmarł 19 października 1936 w klinice UJ w Krakowie. Został pochowany na cmentarzu Rakowickim (kwatera IB-wsch-po lewej gr. Wiązownickich).

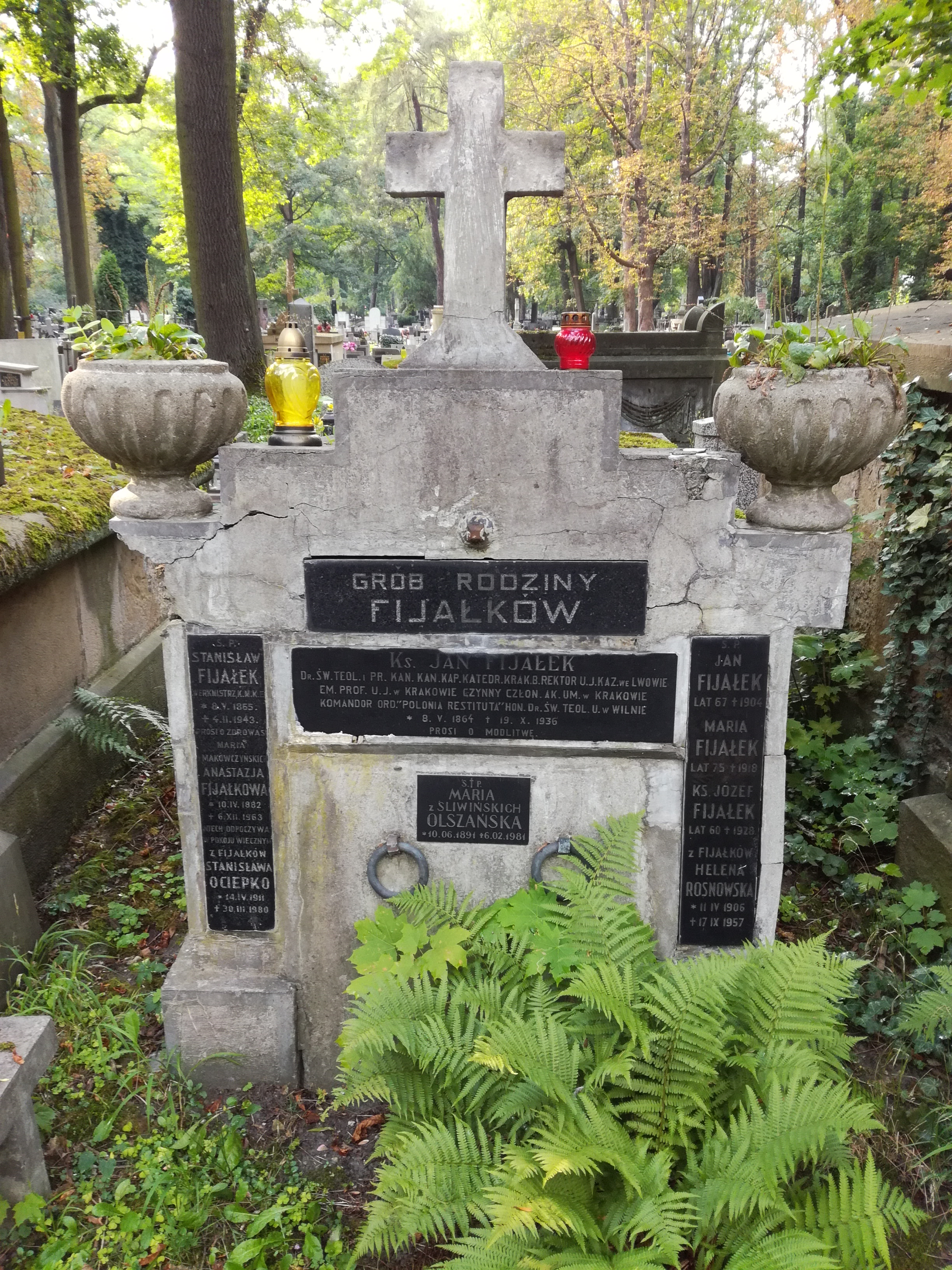
Grób ks. Jana Fijałka na cmentarzu Rakowickim

## Ordery i odznaczenia
- Krzyż Komandorski Orderu Odrodzenia Polski (7 listopada 1925)[6]

## Niektóre publikacje
- Najdawniejsze wydawnictwa paleograficzne (1889)
- Nowy podział dziejów Kościoła (1890)
- Śmierć św. Wacława 28 września 935 roku (1893)
- Ustalenie chronologii biskupów włocławskich (1894)
- Średniowieczne biskupstwa Kościoła wschodniego na Rusi i Litwie (1896–1897)
- Zamierzona osada zakonu "kapuciańskiego"  pałacu spiskim na rynku w Krakowie 1683–85 (1896)
- Biskupstwa greckie  ziemiach ruskich od połowy wieku XIV (1897)
- Jan Argyropul i promocja jego doktorska w Padwie w lipcu 1444 roku (1902)
- Ostatnie słowo Pawła Włodkowica o zakonie krzyżackim (1902)
- Moderniści katoliccy Kościoła lwowskiego w wieku XVI (1908)
- Uchrześcijanienie Litwy przez Polskę (1914, w: Polska i Litwa w dziejowym stosunku)
- Dwaj dominikanie krakowscy: Jan Biskupiec i Jan Falkenberg. W pięćsetną rocznicę odwołania satyry antypolskiej Falkenberga w Rzymie 1424 (1925)